# Guarromán
Guarromán is een gemeente in de Spaanse provincie Jaén in de regio Andalusië met een oppervlakte van 96 km². Guarromán telt 2.861 inwoners (1 januari 2016).